# William Roscoe

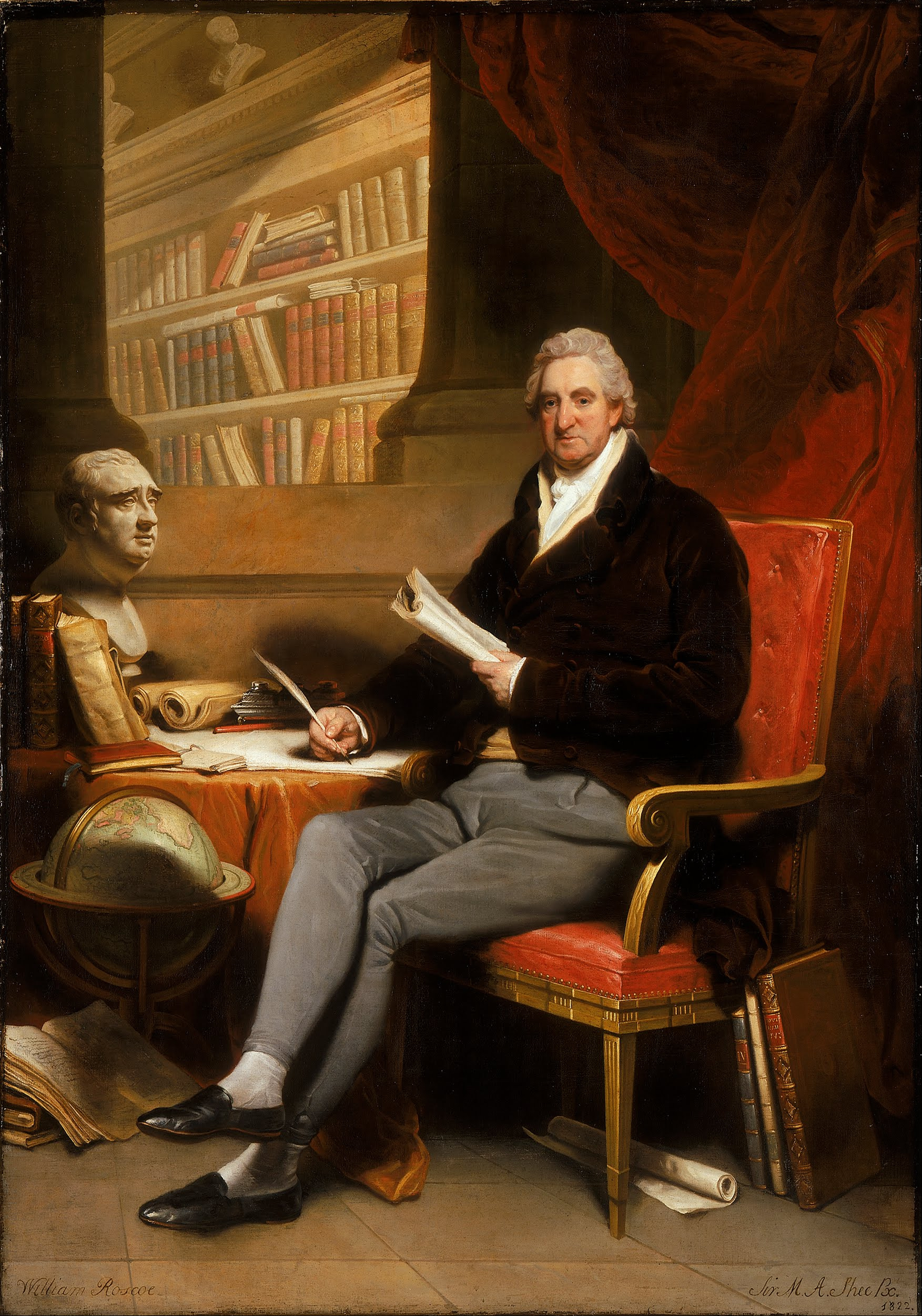
William Roscoe.

William Roscoe, född 8 mars 1753 i Liverpool, död där 30 juni 1831, var en engelsk skriftställare och historiker. 
Roscoe studerade juridik och vann samtidigt grundlig insikt i den italienska litteraturen. Han ägde egen advokatbyrå 1774–1796 och inträdde därefter som delägare i en bankirfirma, vars fall 1816 kostade honom hans förmögenhet. Han uppträdde eftertryckligt mot slavhandeln (bland annat i dikten Wrongs of Africa, 1788), hälsade med frihetssånger, bland annat balladen Millions, Be Free (1791), franska revolutionen och förblev alltjämt en målsman för liberalismen. 
Roscoe var också en beskyddare av konst och litteratur och bidrog verksamt till grundläggandet av Liverpool Royal Institution. Hans rykte stöder sig främst på de historiska biografierna Life of Lorenzo de' Medici, Called the Magnificent (två band, 1796; åttonde upplagan 1856) och Life and Pontificate of Leo the Tenth (fyra band, 1805; flera upplagor). Han uppträdde även som botaniker. Hans biografi utgavs av sonen Henry Roscoe (i två band, 1833).
Auktorsnamnet Roscoe kan användas för William Roscoe i samband med ett vetenskapligt namn inom botaniken; se Wikipediaartiklar som länkar till auktorsnamnet.